# Ein ungleiches Paar (2003)
Ein ungleiches Paar (Originaltitel: The In-Laws) ist eine US-amerikanische Filmkomödie aus dem Jahre 2003.

## Handlung
Der CIA-Agent Steve Tobias muss gleichzeitig die Hochzeit seines Sohnes sowie einen CIA-Auftrag bewerkstelligen.
Als sich auch noch das FBI einmischt und der ahnungslose Vater der Braut involviert wird, ist das Chaos komplett.
Des Weiteren gipfelt die Geschichte darin, dass Steve den Vater der Braut, der auch noch unter wahnsinniger Flugangst leidet, mit einer "Roofi" (K.-o.-Tropfen) betäubt. Der Vater der Braut erwacht darauf hoch über den Wolken, auf dem Weg nach Frankreich an Bord der Gulfstream 5 von Barbra Streisand, die sich Steve für den Trip ausgeborgt hat. Während Steve in der Bordküche ein Omelett zubereitet, flüchtet sich der panische Brautvater aufs WC. Nachdem es Steve Tobias mehrfach gelungen ist, sich der vermeintlichen Festnahme des FBI zu entziehen, löst der CIA-Agent das Geheimnis seines turbulenten Handelns auf und die Trauung seines Sohnes kann schließlich doch noch stattfinden.

## Kritiken
„Weitgehend unterhaltsamer, ziemlich infantiler Agentenfilm für Erwachsene, der seine Behäbigkeit und manche alberne Entgleisung durch ein gut aufgelegtes Schauspielerensemble kaschiert.“

„Was als turbulente Komödie gedacht war, überzeugt weniger durch die wirre und völlig unglaubwürdige Story als durch die Darsteller. Besonders Albert Brooks und Michael Douglas vermögen wenigstens noch ein bisschen des überkandidelten Klamauks zu retten.“

## Hintergrund
Der Film ist ein Remake des Films Zwei in Teufels Küche aus dem Jahr 1979 mit Alan Arkin und Peter Falk.
Der Film wurde in Chicago, in Toronto und in Cambridge (Ontario) gedreht. Er spielte in den Kinos der USA ca. 20,4 Millionen US-Dollar ein.